# Žitětín (železniční zastávka)
Žitětín (do roku 2021 Bartoušov) je železniční zastávka a jeden ze dvou obvodů výhybny Bartoušov v okrese Jičín v Královéhradeckém kraji poblíž řeky Mrliny. Leží na neelektrizované jednokolejné železniční trati Nymburk–Jičín.

## Historie
V rekordně krátké době pouhých čtyř měsíců byla v roce 1881 vybudována železniční trať (dnes pod číslem 061) z Nymburka, respektive Velelib do Jičína. Železniční stanice původně nazvaná Jičíněves byla obsazena výpravčím a přednostou stanice. Po vybudování zastávky přímo v Jičíněvsi byla přejmenována na Bartoušov podle katastrálního území, na němž se nachází staniční budova.
Změny v devadesátých letech dvacátého století se dotkly i železniční stanice Bartoušov. Postupně bylo zrušeno místo přednosty stanice a výpravčího. Z nákladového nádraží se stala jen hláska, zrušen byl prodej jízdenek, ačkoli služba zajišťující chod závor a hlásku byla zachována a slouží zde dodnes. Bylo redukováno kolejiště a nebylo již možné křižování protijedoucích vlaků. Vznikla pouze vlečka, která byla pronajata výkupně kovošrotu. Velká část prostoru nádraží tak byla oplocena a těžkou mechanizací poškozena. Staniční budova zchátrala, železniční byt byl zrušen, zatékání do budovy bylo vyřešeno instalováním nepromokavé plachty přímo na střešní krytinu a zbouráním komínu. 
Naopak nutnou se počátkem 21. století ukázala změna ručního zavírání závor přes silnici I/32 na automatické zabezpečení. Roku 2010 tímto zaniklo poslední ruční zavírání závor přes silnici 1. třídy v České republice. Taktové jízdní řády, které nyní sestavují krajské úřady Královéhradeckého a Středočeského kraje, poukázaly na nutnost zrychlit dopravní spojení na této trati vzhledem k dlouhému čekání na křižování vlaků ve stanici Kopidlno. Byl zpracován projekt modernizace nádraží s novou podobou staniční budovy a celkovou úpravou prostoru. 
V roce 2018 byla dokončena rekonstrukce budovy nádraží. Byla provedena přeměna zastávky na výhybnu a vytvoření nové zastávky s názvem Žitětín.
V rámci přestavby došlo k přejmenování zastávky na Žitětín, poloha byla mírně posunuta směrem ke Kopidlnu (původní poloha byla v km 31,412, nová v km 31,383.